# Philipp Kohlschreiber
Philipp Kohlschreiber (Augsburg, 16 de Outubro de 1983) é um tenista profissional da Alemanha.

## Carreira
Venceu 6 torneios ATPs em simples, além de ter sido finalista em outros sete. Já chegou às oitavas-de-final do Aberto da Austrália em 2005 e 2008 e de Roland Garros em 2009. Também já chegou nas quartas-de-final dos Masters 1000 de Monte Carlo em 2007 e 2010, de Cincinnati em 2008 e do Canadá em 2010. Por seu histórico de grandes jogos contra os melhores tenistas do circuito, também é conhecido como “o perigoso Kohlschreiber”.

## ATP finais

### Simples: 13 (6 títulos, 7 vices)
| Legenda                           |
| --------------------------------- |
| Grand Slam (0–0)                  |
| ATP World Tour Finals (0–0)       |
| ATP World Tour Masters 1000 (0–0) |
| ATP World Tour 500 series (0–0)   |
| ATP World Tour 250 series (5–7)   |

| Títulos por Piso |
| ---------------- |
| Duro (1–2)       |
| Saibro (3–4)     |
| Grama (1–1)      |
| Carpete (0–0)    |

| Posição | N. | Data             | Campeonato                                  | Piso     | Oponente            | Placar                  |
| ------- | -- | ---------------- | ------------------------------------------- | -------- | ------------------- | ----------------------- |
| Campeão | 1. | 30 Abril 2007    | BMW Open, Munique, Alemanha                 | Saibro   | Mikhail Youzhny     | 2–6, 6–3, 6–4           |
| Campeão | 2. | 12 Janeiro 2008  | Heineken Open, Auckland, Nova Zelândia      | Duro     | Juan Carlos Ferrero | 7–6(7–4), 7–5           |
| Vice    | 1. | 15 Junho 2008    | Gerry Weber Open, Halle, Alemanha           | Grama    | Roger Federer       | 3–6, 4–6                |
| Vice    | 2. | 27 Setembro 2009 | Open de Moselle, Metz, França               | Duro (i) | Gaël Monfils        | 6–7(1–7), 6–3, 2–6      |
| Campeão | 3. | 12 Junho 2011    | Gerry Weber Open, Halle, Alemanha           | Grama    | Philipp Petzschner  | 7–6(7–5), 2–0, ret.     |
| Campeão | 4. | 6 Maio 2012      | BMW Open, Munique, Alemanha (2)             | Saibro   | Marin Čilić         | 7–6(10–8), 6–3          |
| Vice    | 3. | 28 Julho 2012    | Austrian Open Kitzbühel, Kitzbühel, Áustria | Saibro   | Robin Haase         | 7–6(7–2), 3–6, 2–6      |
| Vice    | 4. | 13 Janeiro 2013  | Heineken Open, Auckland, Nova Zelândia (2)  | Duro     | David Ferrer        | 6–7(5–7), 1–6           |
| Vice    | 5. | 5 Maio 2013      | BMW Open, Munich, Alemanha                  | Saibro   | Tommy Haas          | 3–6, 6–7(3–7)           |
| Vice    | 6. | 14 Julho 2013    | MercedesCup, Stuttgart, Alemanha            | Clay     | Fabio Fognini       | 7–5, 4–6, 4–6           |
| Campeão | 5. | 24 Maio 2014     | Düsseldorf Open, Düsseldorf, Alemanha       | Saibro   | Ivo Karlović        | 6–2, 7–6(7–4)           |
| Vice    | 7. | 4 Maio 2015      | BMW Open, Munique, Alemanha                 | Saibro   | Andy Murray         | 6–7(4–7), 7–5, 6–7(4–7) |

### Duplas: 9 (7 títulos, 2 vices)
| Legenda                           |
| --------------------------------- |
| Grand Slam (0–0)                  |
| ATP World Tour Finals (0–0)       |
| ATP World Tour Masters 1000 (0–0) |
| ATP World Tour 500 series (2–1)   |
| ATP World Tour 250 series (5–1)   |

| Títulos por Piso |
| ---------------- |
| Duro (2–2)       |
| Saibro (3–0)     |
| Grama (1–0)      |
| Carpete (1–0)    |

| Posição | N. | Data              | Campeonato                                          | Piso     | Parceiro         | Oponentes                      | Placar           |
| ------- | -- | ----------------- | --------------------------------------------------- | -------- | ---------------- | ------------------------------ | ---------------- |
| Campeão | 1. | 26 Setembro 2005  | Vietnam Open, Ho Chi Minh City, Vietnã              | Carpete  | Lars Burgsmüller | Ashley Fisher Robert Lindstedt | 5–6(3), 6–4, 6–2 |
| Campeão | 2. | 24 Julho 2006     | Austrian Open, Kitzbühel, Áustria                   | Saibro   | Stefan Koubek    | Oliver Marach Cyril Suk        | 6–2, 6–3         |
| Campeão | 3. | 30 Abril 2007     | BMW Open, Munique, Alemanha                         | Saibro   | Mikhail Youzhny  | Jan Hájek Jaroslav Levinský    | 6–1, 6–4         |
| Campeão | 4. | 4 Janeiro 2008    | Qatar ExxonMobil Open, Doha, Qatar                  | Duro     | David Škoch      | Jeff Coetzee Wesley Moodie     | 6–4, 4–6, [11–9] |
| Vice    | 1. | 24 Fevereiro 2008 | ABN AMRO World Tennis Tournament, Rotterdã, Holanda | Duro (i) | Mikhail Youzhny  | Tomáš Berdych Dmitry Tursunov  | 5–7, 6–3, [7–10] |
| Campeão | 5. | 13 Julho 2008     | Mercedes Cup, Stuttgart, Alemanha                   | Saibro   | Christopher Kas  | Michael Berrer Mischa Zverev   | 6–3, 6–4         |
| Campeão | 6. | 14 Junho 2009     | Gerry Weber Open, Halle, Alemanha                   | Grama    | Christopher Kas  | Andreas Beck Marco Chiudinelli | 6–3, 6–4         |
| Vice    | 2. | 6 Janeiro 2012    | Qatar ExxonMobil Open, Doha, Qatar                  | Duro     | Christopher Kas  | Filip Polášek Lukáš Rosol      | 3–6, 4–6         |
| Campeão | 7. | 4 Janeiro 2013    | Qatar Open, Doha, Qatar                             | Duro     | Christopher Kas  | Julian Knowle Filip Polášek    | 7–5, 6–4         |